# Грифон (Аліса у Дивокраї)
Грифон — вигаданий персонаж, вигаданий Льюїсом Керролом у популярній книзі 1865 року «Аліса у Дивокраї». На відміну від традиційного уявлення про грифона, він має голову, пазурі та крила орла і тіло лева.

## Роль і особистість
Грифон видається дещо владним і зневажливим до одержимості та тривог інших персонажів, таких як смуток Недочерепахи та страти Чирвової Королеви, які (на думку Грифона) не мають під собою жодного підґрунтя. Він розмовляє з дещо неграматичним акцентом, схожим на кокні, і висуває вимоги до Недочерепахи, які виконуються, незважаючи на приховані заперечення останньої. Крім того, він схильний видавати звуки, схожі на кашель, написані як «Hjckrrh!», які, здається, не мають особливого сенсу і можуть бути мимовільними.
У «Пригодах Аліси в Дивокраї» Грифон зустрічається з Черепахою-пересмішником у розділі 9, «Історія Недочерепахи», розділі 10, «Кадриль з омарами» та коротко на початку розділу 11, «Хто вкрав пиріжки?». Королева наказала Грифону відвести Алісу до Недочерепахи, що він і зробив, і залишився з ними надовго, вимагаючи, щоб Недочерепаха розповіла свою історію, а також кілька віршів. Дві істоти продовжують пояснювати Алісі деякі особливості свого світу, які здаються їй нісенітницею, перш ніж Алісу та Грифона викликають на кримінальний суд, а Недочерепаху залишають позаду.

## В інших засобах масової інформації
- Грифон з'явився у фільмі «Аліса у Дивокраї» 1931 року, його зіграв Чарльз Сілверн.
- Грифон з'явився в «Алісі у Дивокраї» 1933 року, його зіграв Вільям Остін.

Грифон з реклами

- Грифон мав з'явитися у фільмі Діснея «Аліса в Країні Чудес» 1951 року, але цю роль було вилучено. Втім, він разом із Недочерепахою з'явився в рекламі морозива Jell-O.
- Грифон з'явився в телевізійному фільмі «Аліса в Країні чудес»1966 року, його роль зіграв Малкольм Маггерідж.
- Грифон з'явився у фільмі «Аліса в Країні чудес» 1972 року, його зіграв Спайк Мілліган.
- Грифон з'явився у фільмі «Аліса в Країні чудес» 1985 року, його зіграв Сід Цезар.
- Грифон з'явився у фільмі Дитя мрії у виконанні Рона Мюка, озвучений Фултоном Маккеєм.
- Грифон з'явився в телевізійному фільмі «Аліса у Дивокраї» 1999 року, озвученому Дональдом Сінденом. Грифоном керували Девід Алан Барклай, Едріан Гетлі та Роберт Тігнер.
- У фільмі «Аліса в Країні Чудес» 2010 року Грифон з'явився як малюнок «на згадку» на стіні палацу Червоної Королеви, після того, як його вбив Курзу-Верзу.

### Відеоігри
- Грифон з'явився у відеогрі American McGee's Alice, озвучений Андрієм Чайкіним. Грифон зображений як благородна істота, яка намагається допомогти Алісі, але його вбиває Курзу-Верзу. Пізніше він відроджується після того, як Аліса перемагає Чирвову Королеву. У сиквелі «Алісине божевілля повертається» він загинув невідомою смертю (можливо, від того, що його поглинула Руїна), а його друг, Недочерепаха, зробив на згадку про нього корабель під назвою «Грифон». Потім Аліса зустрічається з Недочерепахою, щоб він супроводжував її до Оманливих Глибин, щоб побачити Моржа і Теслю. Подорож була успішною, але ціною знищення корабля Акулами Корабельної Аварії.
- Грифон з'явився в мобільній грі 2006 року «Аліса у викривленому світі чудес» (歪みの国のアリス, Yugami no kuni no Arisu, Alice in Distortion World) від Sunsoft. Залежно від вибору гравця, Грифон опиняється у лісі біля замку Чирвової Королеви і допомагає Аріко («Алісі» гри), катаючи її на своїй спині. У грі зміїний хвіст є «головою» Грифона, а голова птаха — його спиною. У той час як голова орла є анімалістичною, зміїний хвіст здатний говорити і розмовляє з Аріко по-батьківськи[1][2]

### Інші
- В аніме та манга-серіалі «Серця Пандори» Грифон — це ланцюг для Ксая Вессаліуса, який також схожий на Грифона в книзі.